# Johan Nyström
Johan Olof Nyström (Sollefteå, 16 de mayo de 1975) es un deportista sueco que compitió en natación.
Ganó una medalla de oro en el Campeonato Mundial de Natación en Piscina Corta de 2000, en la prueba de 4 × 100 m libre. Participó en los Juegos Olímpicos de Sídney 2000, ocupando el sexto lugar en la misma prueba.

## Palmarés internacional
| Campeonato Mundial en Piscina Corta | Campeonato Mundial en Piscina Corta | Campeonato Mundial en Piscina Corta | Campeonato Mundial en Piscina Corta |
| Año                                 | Lugar                               | Medalla                             | Prueba                              |
| ----------------------------------- | ----------------------------------- | ----------------------------------- | ----------------------------------- |
| 2000                                | Atenas (Grecia)                     | Medalla de oro                      | 4 × 100 m libre                     |